# Junonia orithya
Junonia orithya (лат.) — вид дневных бабочек из семейства Нимфалиды.

## Описание
Длина переднего крыла самцов 24-27 мм, самок 27-28 мм. Верхняя сторона крыльев темная, каждое крыло с 2 некрупными примерно равными глазчатыми пятнами. Передние крылья
с белой субапикальной перевязью. Задние крылья самцов на верхней стороне с голубым отливом. Передние крылья самки 2 красными пятнами в центральной ячейке.

## Ареал
Африка, Юго-Восточная Азия, Япония, Австралия.

## Биология
Бабочки населяют поляны, луга, лесные опушки, просеки, берега рек и водоемов, травянистые пляжи, городские парки, балки, овраги, сады, пустыри, территории населенных пунктов.
Кормовые растения гусениц — представители семейств Acanthaceae, Annonaceae, Convolvulaceae, Labiatae, Plantaginaceae, Scrophulariaceae, Verbenaceae, Violaceae, в том числе: Angelonia salicariifolia, Annona senegalensis, Antirrhinum majus, Asystasia gangetica, Asystasia scandens, Buchnera linearis, Englerastrum scandens, Hygrophila salicifolia, Hygrophila senegalensis, Ipomoea batatas, Justicia micrantha, Justicia procumbens, Lepidagathis formosensis, Lepidagathis prostrata, Misopates orontium, Phyla nodiflora, Plantago amplexicaulis, Plectranthus scandens, Pseuderanthemum variabile, Striga asiatica, Striga hermonthica, Thunbergia alata, Viola odorata
В Южной Африке кормовыми растениями гусениц также являются: Graderia subintegra, Cycnium adonense, Hygrophila sp., Plectranthus sp.

## Подвиды
- Junonia orithya albicincta Butler, 1875
- Junonia orithya baweana Fruhstorfer, 1906
- Junonia orithya celebensis Staudinger, [1888]
- Junonia orithya eutychia (Fruhstorfer, 1912)
- Junonia orithya hainanensis (Fruhstorfer, 1912)
- Junonia orithya here Lang, 1884
- Junonia orithya kontinentalis Martin, 1920
- Junonia orithya kuehni Fruhstorfer, 1904
- Junonia orithya leucasia (Fruhstorfer, 1912)
- Junonia orithya madagascariensis Guenée, 1865
- Junonia orithya marcella (Hulstaert, 1923)
- Junonia orithya metion Fruhstorfer, 1905
- Junonia orithya mevaria Fruhstorfer, 1904
- Junonia orithya minagara Fruhstorfer, 1904
- Junonia orithya minusculus Fruhstorfer, 1906
- Junonia orithya neopommerana Ribbe, 1898
- Junonia orithya novaeguineae Hagen, 1897
- Junonia orithya ocyale Hübner, [1819]
- Junonia orithya orithya  (Oriental region)
- Junonia orithya orthosia (Godart, [1824])
- Junonia orithya palea (Fruhstorfer, 1912)
- Junonia orithya patenas (Fruhstorfer, 1912)
- Junonia orithya saleyra (Fruhstorfer, 1912)
- Junonia orithya sumatrana Fruhstorfer, 1906
- Junonia orithya swinhoei Butler, 1885
- Junonia orithya wallacei Distant, 1883